# Caratê nos Jogos Pan-Americanos de 2023 - Mais de 84 kg masculino
A categoria mais de 84 kg masculino do caratê nos Jogos Pan-Americanos de 2023 foi disputada em 4 de novembro de 2023 no Centro de Esportes de Contato, em Ñuñoa. Um total de nove caratecas de oito Comitês Olímpicos Nacionais (CON) participaram do evento.

## Medalhistas
| Ouro   | CHI Rodrigo Rojas                      |
| Prata  | BRA Lucas Miranda                      |
| Bronze | ARU Rob Timmermans BRA Giovani Salgado |

## Resultados

### Fase de grupos
Os nove caratecas foram divididos em dois grupos, onde cada um enfrenta seus adversários dentro grupo. Os dois primeiros de cada um avançam para as semifinais.

#### Grupo A
| Pos. | Carateca            | V | D | Pts |
| ---- | ------------------- | - | - | --- |
| 1    | ARU Rob Timmermans  | 3 | 0 | 9   |
| 2    | BRA Giovani Salgado | 2 | 1 | 6   |
| 3    | NCA Melvin Oporta   | 1 | 2 | 3   |
| 4    | COL Diego Lenis     | 0 | 3 | 0   |

|                     | Resultado |                     |
| ------------------- | --------- | ------------------- |
| ARU Rob Timmermans  | 2–1       | BRA Giovani Salgado |
| COL Diego Lenis     | 3–7       | NCA Melvin Oporta   |
| ARU Rob Timmermans  | 2–0       | COL Diego Lenis     |
| BRA Giovani Salgado | 4–2       | NCA Melvin Oporta   |
| BRA Giovani Salgado | 5–4       | COL Diego Lenis     |
| ARU Rob Timmermans  | 3–1       | NCA Melvin Oporta   |

#### Grupo B
| Pos. | Carateca          | V | D | Pts |
| ---- | ----------------- | - | - | --- |
| 1    | CHI Rodrigo Rojas | 4 | 0 | 12  |
| 2    | BRA Lucas Miranda | 2 | 1 | 7   |
| 3    | USA Brian Irr     | 2 | 1 | 7   |
| 4    | DOM Anel Castillo | 1 | 3 | 3   |
| 5    | ARG Marcos Molina | 0 | 4 | 0   |

|                   | Resultado |                   |
| ----------------- | --------- | ----------------- |
| CHI Rodrigo Rojas | 4–0       | DOM Anel Castillo |
| BRA Lucas Miranda | 9–0       | ARG Marcos Molina |
| CHI Rodrigo Rojas | 2–0       | USA Brian Irr     |
| DOM Anel Castillo | 3–6       | BRA Lucas Miranda |
| CHI Rodrigo Rojas | 9–0       | ARG Marcos Molina |
| DOM Anel Castillo | 2–5       | USA Brian Irr     |
| CHI Rodrigo Rojas | 5–4       | BRA Lucas Miranda |
| USA Brian Irr     | 10–3      | ARG Marcos Molina |
| DOM Anel Castillo | 5–0       | ARG Marcos Molina |
| BRA Lucas Miranda | 1–1       | USA Brian Irr     |

### Fase final
Os vencedores das semifinais disputam a medalha de ouro, enquanto os perdedores conquistam automaticamente as medalhas de bronze.
|  | Semifinais          | Semifinais        |   |  | Final             | Final |  |
|  |                     |                   |   |  |                   |       |  |
|  |                     |                   |   |  |                   |       |  |
|  | ARU Rob Timmermans  | 1                 |   |  |                   |       |  |
|  | BRA Lucas Miranda   | 7                 |   |  |                   |       |  |
|  |                     |                   |   |  |                   |       |  |
|  |                     |                   |   |  |                   |       |  |
|  |                     |                   |   |  | BRA Lucas Miranda | 1     |  |
|  |                     | CHI Rodrigo Rojas | 2 |  |                   |       |  |
|  |                     |                   |   |  |                   |       |  |
|  |                     |                   |   |  |                   |       |  |
|  |                     |                   |   |  |                   |       |  |
|  |                     |                   |   |  |                   |       |  |
|  | CHI Rodrigo Rojas   | 2*                |   |  |                   |       |  |
|  | BRA Giovani Salgado | 2                 |   |  |                   |       |  |